# Capitellethus dispar
Capitellethus dispar är en ringmaskart som först beskrevs av Ehlers 1907.  Capitellethus dispar ingår i släktet Capitellethus och familjen Capitellidae. Inga underarter finns listade i Catalogue of Life.